# Obolonsko-Teremkivska
Obolonsko-Teremkivska (ukrajinsky Оболонсько-Теремківська лінія, Obolonsko-Teremkivska linija) je druhá nejstarší linka Kyjevského metra, která se nachází v Kyjevě na Ukrajině.
Linka je po celé své délce podzemní. Linka vede z jihu na sever a má dvě přestupní stanice Majdan Nezaležnosti a Plošča Ukrajinskych Herojiv.

## Historie

### První úsek Majdan Nezaležnosti – Kontraktova plošča
V roce 1971 se začala budovat severojižní linka známá pod názvem Kurenivsko-Červonoarmijska (dnes Obolonsko-Teremkivska). Původní název „Kurenivsko-Červonoarmijska“ neodrážel skutečnou trasu, ale původní projekt linky. V polovině 60. let stavební plány počítaly s výstavbou linky ve směru Kurenivka do dnešní oblasti v okolí stanice metra Tarasa Ševčenka. Ale kvůli plánům výstavby sídliště Oboloň bylo rozhodnuto vést metro na toto sídliště.
Nový úsek mezi stanicemi Kalininova plošča, Poštova plošča a Červona plošča byl hloubený, tudíž i proto bylo zbouráno mnoho historických budov v Podilu. Při stavbě stanice Červona plošča v létě roku 1972 bylo objeveno starověké ruské panství, kvůli tomu se výstavba výrazně zpomalila. První úsek druhé linky byl otevřen 17. prosince 1976.

### Pozdější rožšíření
Dne 19. prosince 1980 bylo otevřeno prodloužení směrem na sever, úsek obsahoval tři nové stanice, Tarasa Ševčenka, Petrivka a Prospekt Kornyjčuka a roku 1982 dále na sever do stanic Minska a Herojiv Dnipra. V letech 1981 a 1984 proběhlo také prodloužení jihozápadním směrem do stanic Plošča Lva Tolstoho, Respublykanskyj sadion, Červonoarmijska a Dzeržynska. Poté se výstavba na jihozápad zastavila z důvodu obtížného průchodu pod řekou Lybiď.
Na severu se otevřelo nové depo TČ-Oboloň, které už disponovalo novějšími soupravami typu 81-71. Do otevření depa se soupravy na druhou linku dostávaly přes kolejovou spojku z první linky.

### Jihovýchodní rozšíření

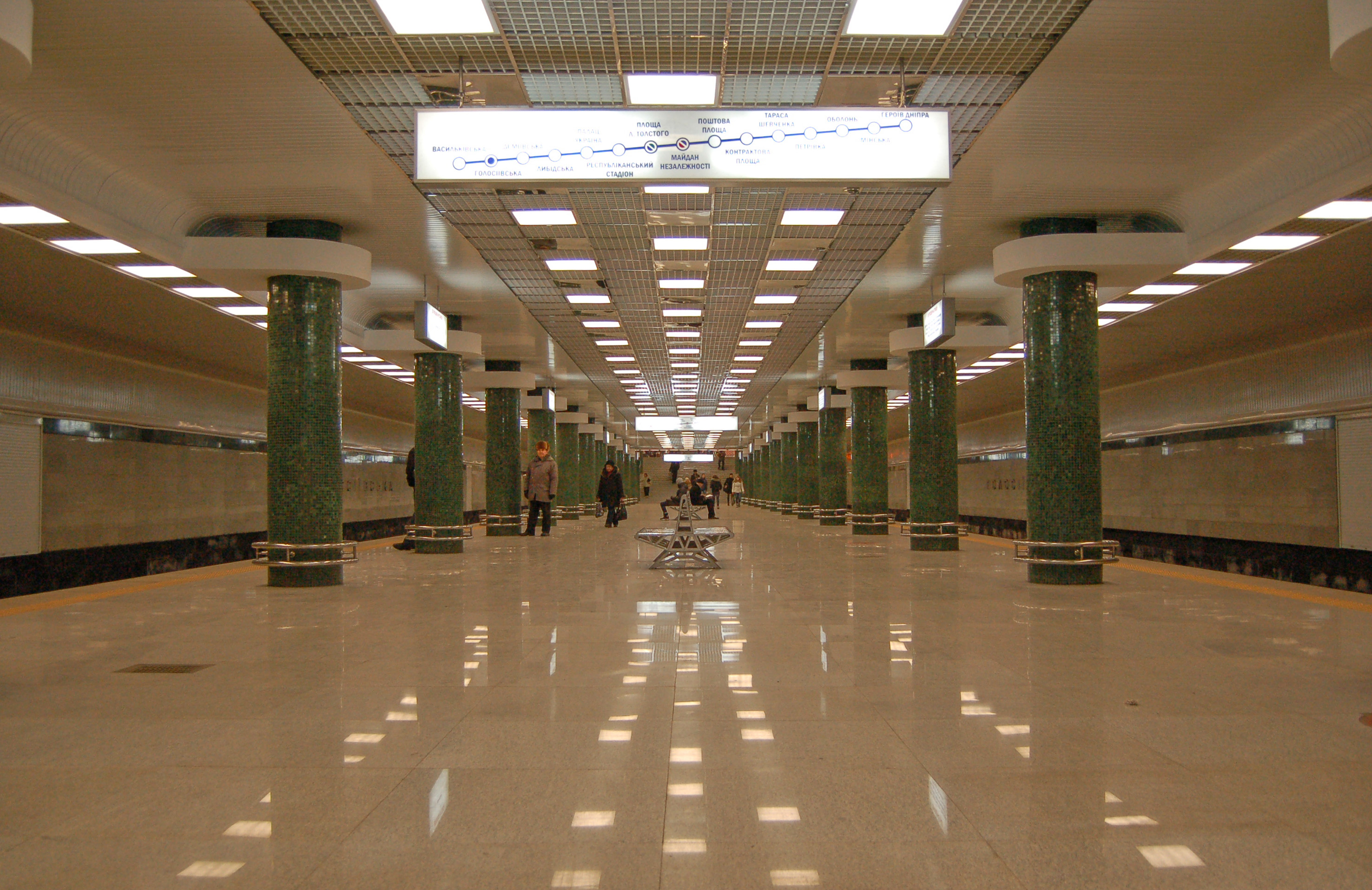
Stanice metra Holosijivska otevřena v roce 2010

Dne 15. listopadu 2010 se na druhé lince otevřely tři nové stanice, Demijivska, Holosijivska a Vasylkivska. V roce 2011 byla otevřena 50. stanice kyjevského metra, a to Vystavkovyj centr. 25. října 2012 byla otevřena stanice Ipodrom. V novém úseku měly být otevřeny dvě stanice, ale stanice Teremky se otevřela až o rok později.

### Uvažované prodloužení
Linka se má rozšířit o dva úseky, první je prodloužení do stanice Odeska společně s depem Holosijivske a druhé rozšíření má být větev od stanice Ipodrom do stanic Avtovokzal Teremky a Vulycja Krejsera Avrova.

### Chronologie otevření úseků
| Úsek                                     | Datum otevření    | Délka    |
| ---------------------------------------- | ----------------- | -------- |
| Majdan Nezaležnosti – Kontraktova plošča | 17. prosince 1979 | 2,32 km  |
| Tarasa Ševčenka – Oboloň                 | 19. prosince 1980 | 4,40 km  |
| Plošča Ukrajinskych Herojiv – Olimpijska | 19. prosince 1981 | 1,70 km  |
| Minska – Herojiv Dnipra                  | 6. listopad 1982  | 2,35 km  |
| Palac Ukrajina – Lybidska                | 30. prosince 1984 | 2,43 km  |
| Demijivska – Vasylkivska                 | 15. prosince 2010 | 3,80 km  |
| Vystavkovyj centr                        | 27. prosince 2011 | 1,48 km  |
| Ipodrom                                  | 25. říjen 2012    | 0,92 km  |
| Teremky                                  | 6. listopad 2013  | 1,50 km  |
| Celkem:                                  | 18 stanic         | 20,95 km |

## Přejmenování stanic

Cedule obshaujicí staré názvy stanic Petrivka, Plošča Lva Tolstoho a Respublikanskyj stadion

Linka byla budována za doby Sovětského svazu, v té době se přejmenovala pouze jedna stanice, Majdan Nezaležnosti, jejíž původní název byl Plošča Kalinina a kvůli šedesátiletému výročí říjnové revoluce se náměstí i stanice metra přejmenovala na Plošča Žovtnevoji revoluciji. Krátce před rozpadem se 15. října 1990 přejmenovaly stanice Kontraktova plošča a Oboloň.
Po nezávislosti Ukrajiny se v 90. letech začaly přejmenovávat stanice metra, které měly něco společné s komunismem. 26. srpna 1991 byl Majdan Nezaležnosti první přejmenovanou stanicí. V roce 2011 se přejmenovala stanice Olimpijska (dříve Respublikanskyj Stadion) a v roce 2018 stanice Počajna (dříve Petrivka).
V roce 2023 místostarosta Kyjeva potvrdil přejmenování stanic Plošča Lva Tolstoho na Plošča Ukrajinskych herojiv a stanice Družby narodiv na Zvirynecka.
| Stanice                     | Starý název                   | Rok       |
| --------------------------- | ----------------------------- | --------- |
| Majdan Nezaležnosti         | Plošča Kalinina               | 1976–1977 |
| Majdan Nezaležnosti         | Plošča Žovtnevoji revoljuciji | 1977–1991 |
| Kontraktova plošča          | Červona plošča                | 1976–1990 |
| Oboloň                      | Prospekt Kornijčuka           | 1980–1990 |
| Palac "Ukrajina"            | Červonoarmijska               | 1984–1993 |
| Lybidska                    | Dzeržynska                    | 1984–1993 |
| Olimpijska                  | Respublikanskyj stadion       | 1981–2011 |
| Počajna                     | Petrivka                      | 1980–2018 |
| Plošča Ukrajinskych Herojiv | Plošča Lva Tolstoho           | 1981–2023 |

## Stanice
| Obrázek                                   | Název stanice                 | Původní název                 | Přístup              |
| ----------------------------------------- | ----------------------------- | ----------------------------- | -------------------- |
| Stanice metra Herojiv Dnipra              | Herojiv Dnipra                |                               |                      |
| Stanice metra Minska                      | Minska                        |                               |                      |
| Stanice metra Oboloň                      | Oboloň                        | Prospekt Kornijčuka           |                      |
| Stanice metra Počajna                     | Počajna                       | Petrivka                      |                      |
| Stanice metra Tarasa Ševčenka             | Tarasa Ševčenka               |                               |                      |
| Stanice metra Kontraktova plošča          | Kontraktova plošča            | Červona plošča                |                      |
| Stanice metra Poštova plošča              | Poštova plošča                |                               |                      |
| Stanice metra Majdan Nezaležnosti         | Majdan Nezaležnosti →         | Plošča Kalinina               |                      |
| Stanice metra Majdan Nezaležnosti         | Majdan Nezaležnosti →         | Plošča Žovtnevoji revoljuciji |                      |
| Stanice metra Plošča Ukrajinskych Herojiv | Plošča Ukrajinskych Herojiv → | Plošča Lva Tolstoho           |                      |
| Stanice metra Olipmijska                  | Olimpijska                    | Respublikanskyj stadion       |                      |
| Stanice metra Palac Ukrajina              | Palac Ukrajina                | Červonoarmijska               |                      |
| Stanice metra Lybidska                    | Lybidska                      | Dzeržynska                    |                      |
| Stanice metra Demijivska                  | Demijivska                    |                               |                      |
| Stanice metra Holosijivska                | Holosijivska                  |                               |                      |
| Stanice metra Vasylkivska                 | Vasylkivska                   |                               | Bezbariérový přístup |
| Stanice metra Vystavkovyj Centr           | Vystavkovyj centr             |                               | Bezbariérový přístup |
| Stanice metra Ipodrom                     | Ipodrom                       |                               | Bezbariérový přístup |
| Stanice metra Teremky                     | Teremky                       |                               | Bezbariérový přístup |

## Vozový park

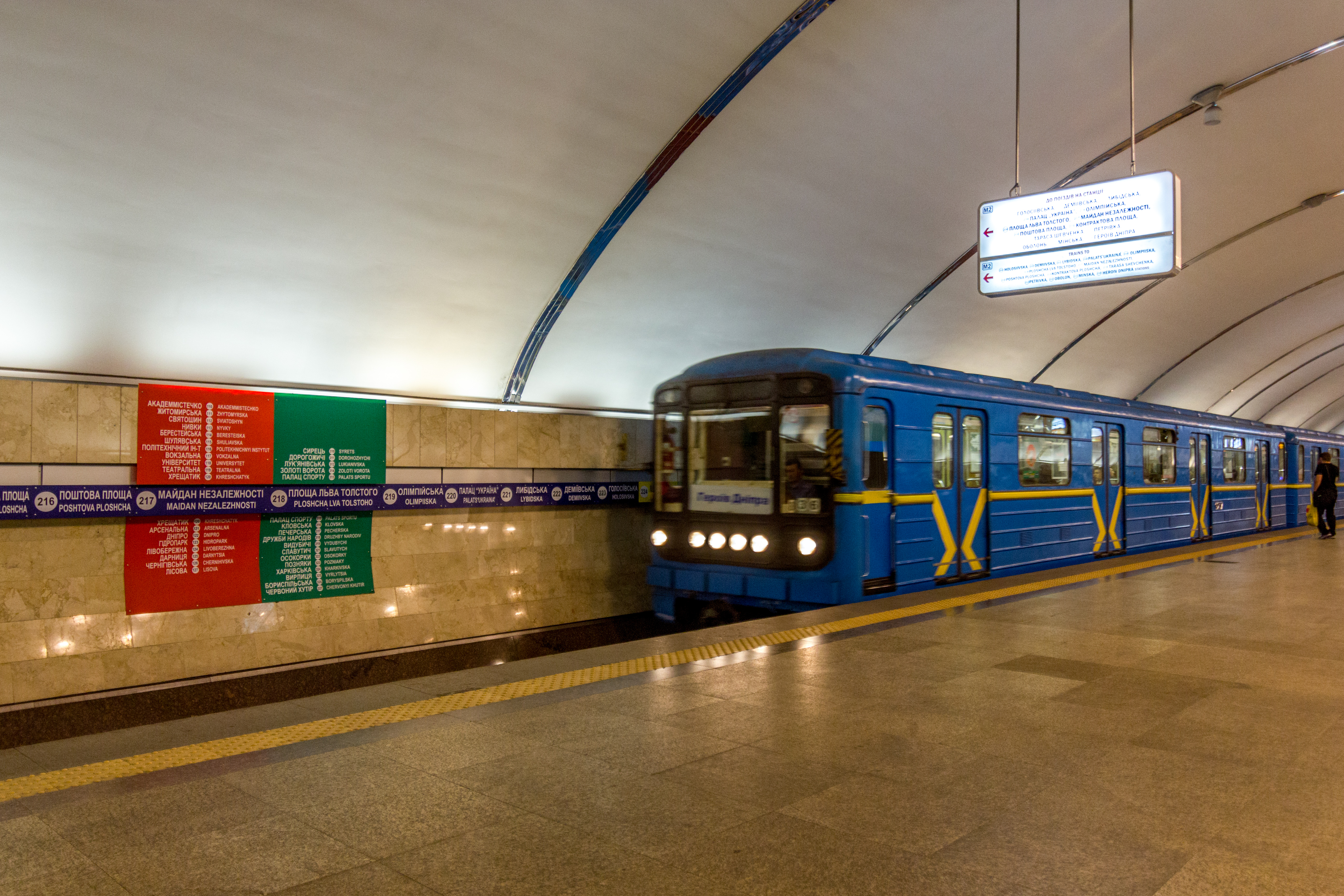
Souprava metra 81-71 ve stanici Vasylkivska

Linka používá modernější soupravy série 81-71 (modifikace 81-70, 81-71.5M a Slavutyč). V roce 2001, zastarávající soupravy sovětského původu typu E a 81-71 se nahrazovaly modernizovanými vlaky – na jejich úpravách se podílela i Škoda Transportation a ZREPS (opravny vozů metra, specializují se hlavně na moskevské metro), nakonec však byla pořízena pouze jedna prototypová souprava.
Linku obsluhuje jedno depo s názvem Oboloň, před rokem 1980 linka používala Darnycké depo nacházející se na první lince, na svou vlastní linku se dostával přes manipulační spojku.